# ستيف هولاند (كاتب)
ستيف هولاند (بالإنجليزية: Steve Holland)‏ هو كاتب سيناريو أمريكي، ولد في 1960.

## وصلات خارجية
- ستيف هولاند على موقع IMDb (الإنجليزية)
- ستيف هولاند على موقع قاعدة بيانات الفيلم (الإنجليزية)